# Бюст Антиноя (Берлин)
Бюст Антиноя (нем. Porträtkopf des Antinoos mit Myrtenkranz) — колоссальный древнеримский мраморный бюст греческого юноши Антиноя, фаворита и возлюбленного римского императора Адриана.

## Описание

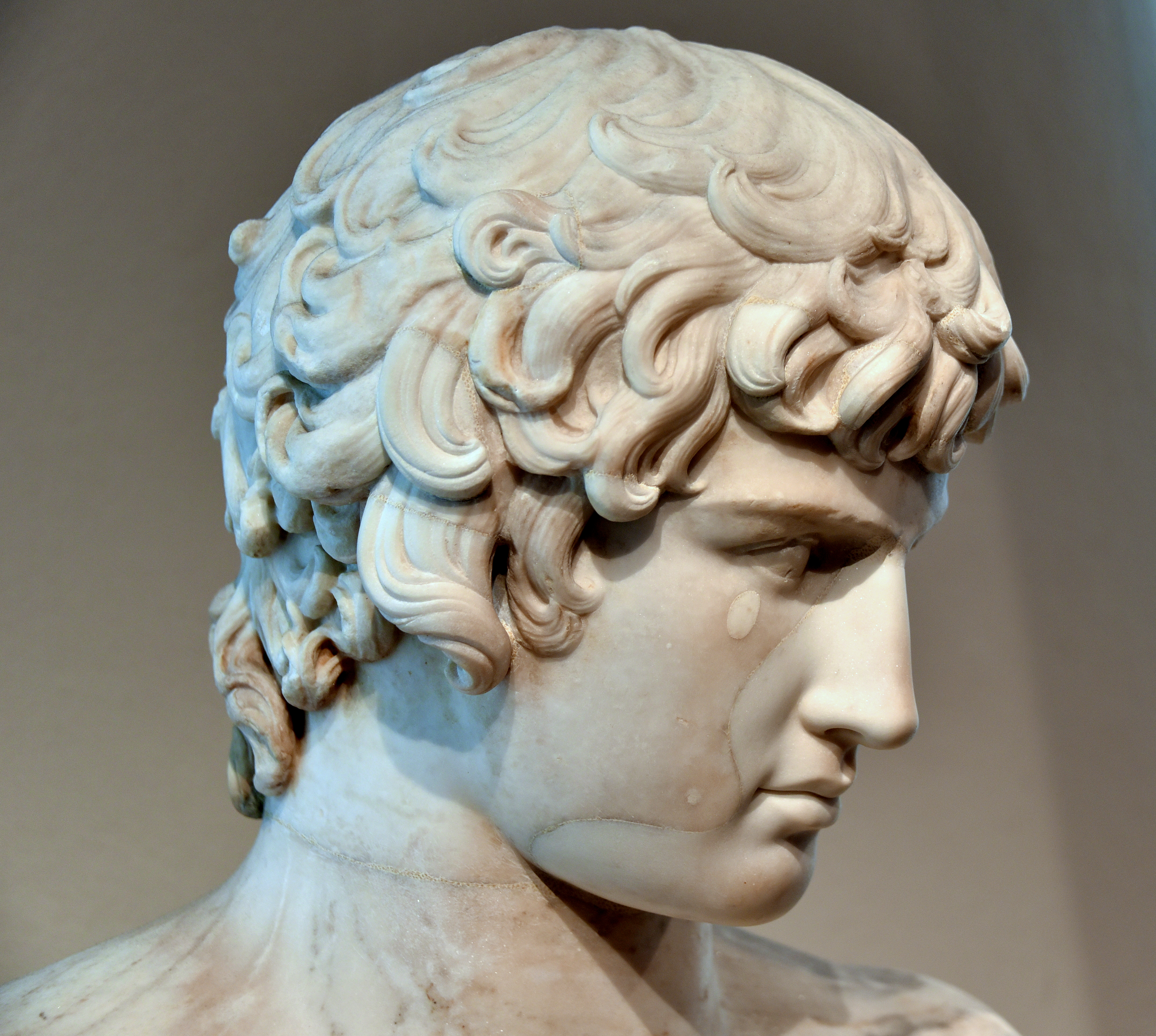
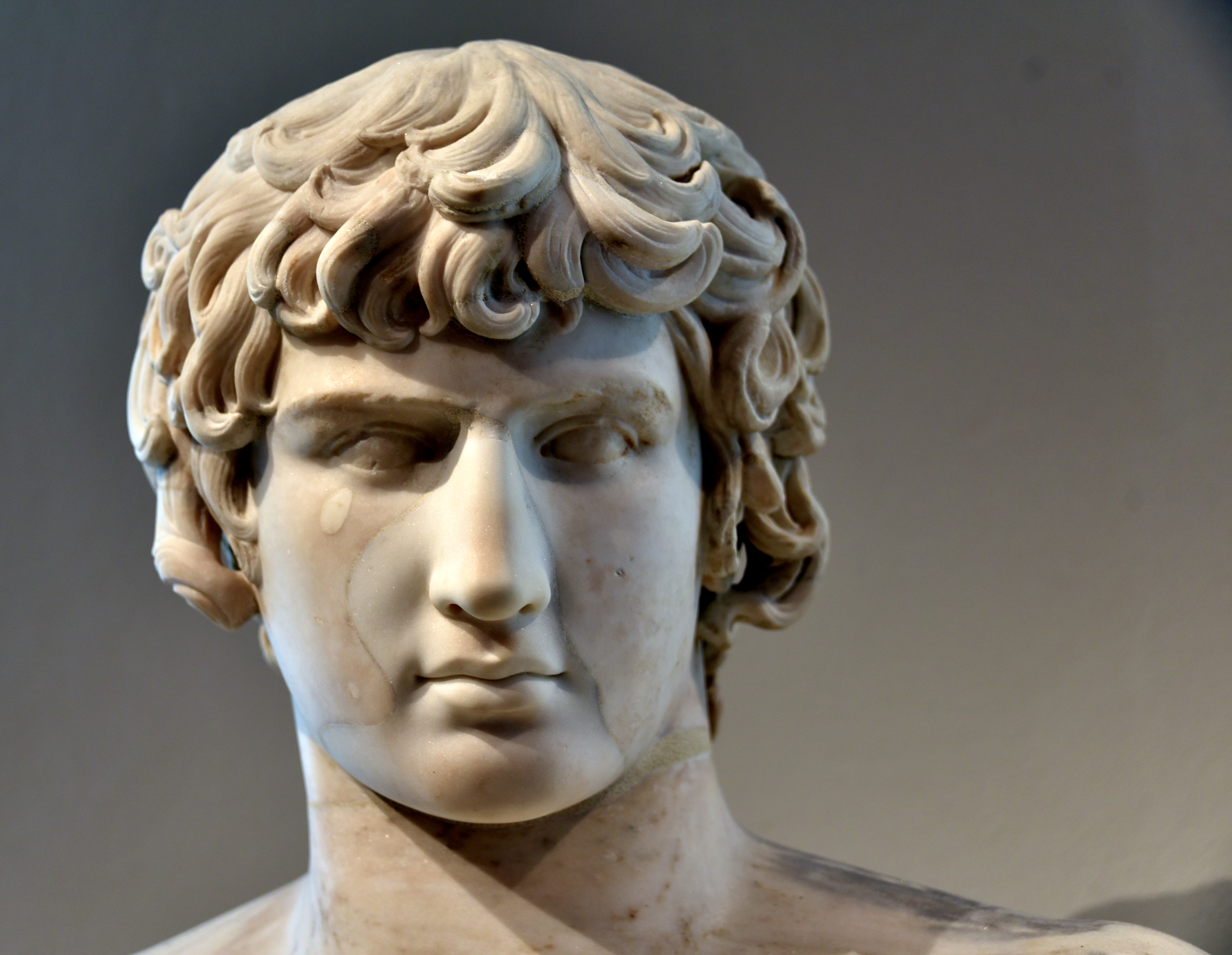
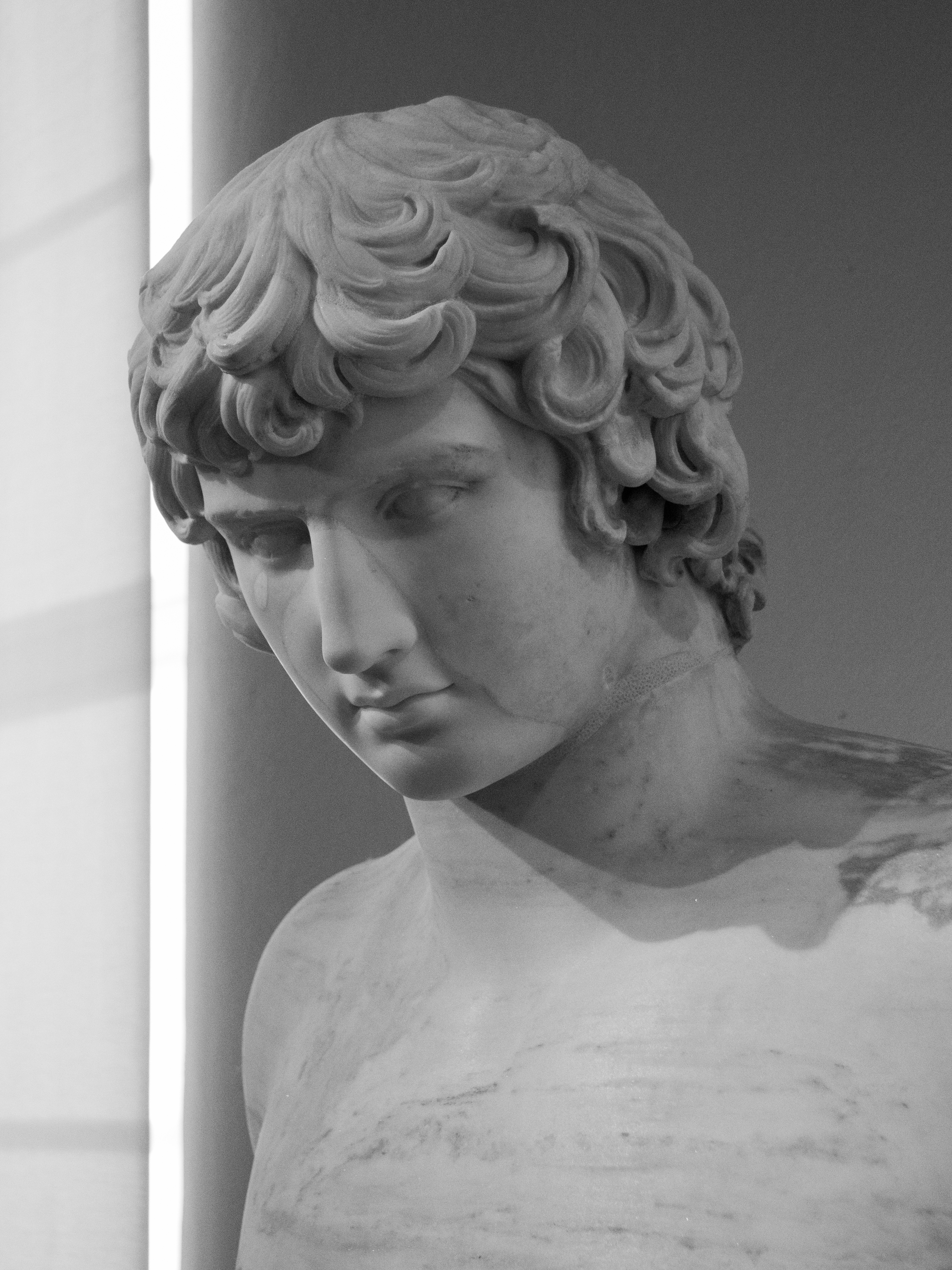

Общая высота колоссального бюста Антиноя составляет 98 сантиметров, головы — 33 сантиметров. Он представляет собой узнаваемый портретом Антиноя: голова несколько наклонена влево и вбок, округлое лицо с несколько полными щеками, слегка изогнутые реалистичные прямые брови, прямой нос, средний рот с пухлыми губами. Его голову венчает копна крупных полулунных прядей волос, разделённых внутри на волосы. Локоны спадают на лоб, виски и шею, закрывающие уши. По виду причёски исследователи выделяют три типа портретов Антиноя: основной, мондрагонский и египетский. Данный бюст относится к основному типу подтипу А. В верхней части затылка имеются четыре технические измерительные точки, которые использовались древним мастером как ориентиры при копировании изначального образца.

## История

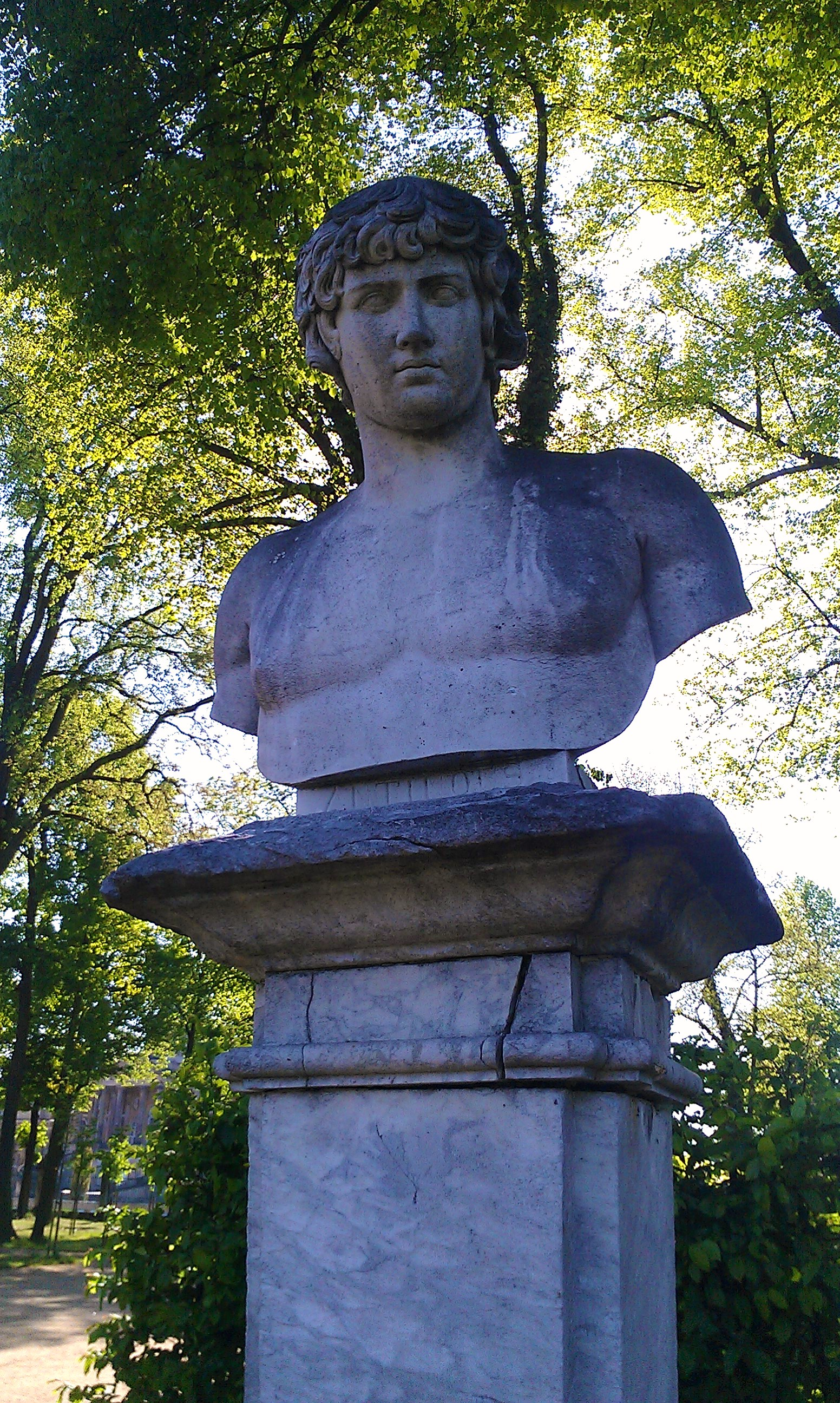
Копия в Сан-Суси

После трагической гибели в 130 году н. э. своего фаворита и возлюбленного Антиноя римский император Адриан обожествил его. До самой смерти правителя в 138 году н. э. по всей стране создавались многочисленные скульптуры юноши. Скульптура создана неизвестным автором как копия другой статуи. Она была вырезана в 130—140-х годах н. э..
Голова вероятно происходит из коллекции кардинала Мельхиора де Полиньяка. Она была приобретена около 1770 года антикваром Джованни Людовико Бранкони. Затем скульптура подверглась реставрации в мастерской Бартоломео Кавачеппи: значительно очищена поверхность, добавлен нос, подбородок, часть правой щеки, часть локонов волос, весь бюст. После этого портрет Антиноя был продан королю Пруссии Фридриху Великому, который разместил его в свой резиденции Сан-Суси около Нового дворца. Матиас Остеррайх считал его современным произведением. В 1830 году скульптура была выставлена в недавно открывшемся берлинском Старом музее.